# 浦浜アリサ
浦浜 アリサ（うらはま アリサ、1990年5月7日 - ）は、日本の女性ファッションモデル、女優。旧芸名は浦浜 亜理沙（ともに読み同じ）。
兵庫県川西市出身。明治大学文学部卒業。ディケイド所属。

## 略歴・人物
4歳の頃、家族で心斎橋を歩いていたところをキッズモデルとしてスカウトされる。以降、子供服ブランドファミリアの専属イメージモデルとして活動開始。その後、mini（宝島社）、Zipper（祥伝社）などのストリート系雑誌に単発的に出演。
2003年、第9回全日本国民的美少女コンテストでモデル部門賞を獲得。ファッション雑誌「non-no」（集英社）で約1年レギュラーモデルとして出演。
15歳、中学3年生で「神戸コレクション2005 AUTUMN/WINTER」にてコレクションデビュー。その本番中、編集長にスカウトされたのを機に、ファッション誌「JJ」（光文社）2005年12月号からJJモデルを務める。
2006年にオスカープロモーションからディケイドに移籍直後、カネボウ化粧品のサンスクリーンブランド「アリィー」の2007年度イメージキャラクターに抜擢され、一躍有名になる。また同年から、25ans（アシェット婦人画報社）、sweet（宝島社）、Oggi（小学館）のモデル、MTVジャパンの番組VJ（司会者）としても活動開始。
雲雀丘学園中学校・高等学校から東京での芸能活動の為、日出高等学校（現在の目黒日本大学高等学校）に転入し、卒業。
2009年4月より明治大学文学部に進学し、2013年3月に卒業。
父親はイタリア系アメリカ人で母親は日本人。両親は彼女が幼い頃に離婚。母親は既に他界しており、現在は祖母と2人暮らし。

## 出演

### バラエティ
- World chart express（2007年1月 - 2008年9月、MTVジャパン）
- Download chart top 20（2007年4月 - 2009年3月、MTVジャパン）
- MTV×DAM WANNASING KARAOKEE CHART TOP40（2009年5月 - 2013年6月、MTVジャパン）
- 踊る!さんま御殿!!（2007年6月5日、日本テレビ）
- バニラ気分!GOGOサタ（2009年5月16日、フジテレビ）
- グータンヌーボ（2009年7月8日、関西テレビ）
- SMAP×SMAP（2009年7月20日、関西テレビ・フジテレビ） - 「BISTRO SMAP」ゲスト
- 着信御礼!ケータイ大喜利（2010年2月6日、NHK総合テレビ）
- 木下優樹菜の料理番組「ゆきなんち」（2010年2月22日、フジテレビ）
- さまぁ〜ずのヤリタ☆ガ〜リ〜（2011年4月28日、TBS）
- The God Hand〜神の手を持つカリスマたちの究極バトル〜（2012年、BS日テレ）
- 東京上級デート 第57回 駒場（2013年6月5日、テレビ朝日）

### ラジオ
- FIAT. SHARE WITH...（J-WAVE） - ナビゲーター
- SUMMER TIME SPLASH（2013年7月6日 - 9月28日、J-WAVE） - ナビゲーター
- TOYOTA DRIVE IN JAPAN（2017年4月7日 - 2022年3月25日、J-WAVE）ナビゲーター

### テレビドラマ
- 音女「邂逅する音女」「居場所のない音女」（2008年）
- ROMES 空港防御システム 第1・2・8話（2009年） - マギー 役
- 銀二貫（2014年） - お咲 役
- 俺のダンディズム 第11話（2014年） - 喫茶店の美女 役
- 神戸在住（2015年） - 泉海洋子 役
- 5→9〜私に恋したお坊さん〜（2015年）
- おかしの家 最終話（2015年） - エマ 役
- わげもん〜長崎通訳異聞〜（2022年） - えま 役[2]

### ネットドラマ
- 恋する血液型 シーズン2（2009年） - 加奈子 役
- 今際の国のアリス シーズン2（2022年12月、Netflix） - 如月詩 役[3]
- フクロウと呼ばれた男（2024年4月 - 5月、Disney+） - 太田カオリ 役[4]

### 映画
- ミロクローゼ（2012年）
- 劇場版 神戸在住（2015年） - 泉海洋子 役
- 花束みたいな恋をした（2021年）
- フィリピンパブ嬢の社会学（2024年）[5]

### CM
- ALLIE（カネボウ化粧品、2007年3月 - 2008年2月）
- キリンレモンセレクト・キリンレモンブラック（キリンビバレッジ、2007年）
- バスキン・ロビンス「サーティワン･アイスクリーム」（2007年）
- BIG ECHO（第一興商、2007年）
- 東京ディズニーシー ディズニー・ア・ラ・カルト （2008年9月 - 10月）
- フジテレビINFO-CX「劇団四季 55steps」
- 花王ニベア「インシャワーボディローション」

### 広告
- 横浜CIAL（2007年4月 - 2009年1月）
- ファッションブランドrosebullet（2008年）
- EDWIN「絶対美脚 SOMETHING ViENUS JEAN 2WAY RICH」（2008年）
- house nation（avex、2009年）
- 晴れ着の丸昌（2010年 - 2013年）
- ソネットエンタテインメント「So-net 光のサポートで、解決だ。」（2011年）

### ミュージック・ビデオ
- 三代目 J Soul Brothers from EXILE TRIBE 「Unfair World」（2015年）[6]

### 雑誌
- JJ（光文社、2005年12月号 - ）
- 25ans（アシェット婦人画報社）
- sweet（宝島社）
- GINGER（幻冬舎、2009年 - ）
- GLAMOROUS（講談社）
- Oggi（小学館）
- BAILA（集英社）

### 写真集
- 月刊 浦浜アリサ（新潮社、2009年7月13日、ISBN 978-4-10-790204-7、撮影：若木信吾）

### DVD
- 月刊 浦浜アリサ 〜AMBO ambivalence〜（イーネット・フロンティア、2009年12月18日、JENF-1043、柿本ケンサク監督作品）